# Dreieinigkeitskirche (Eschweiler)

Dreieinigkeitskirche, um 1900

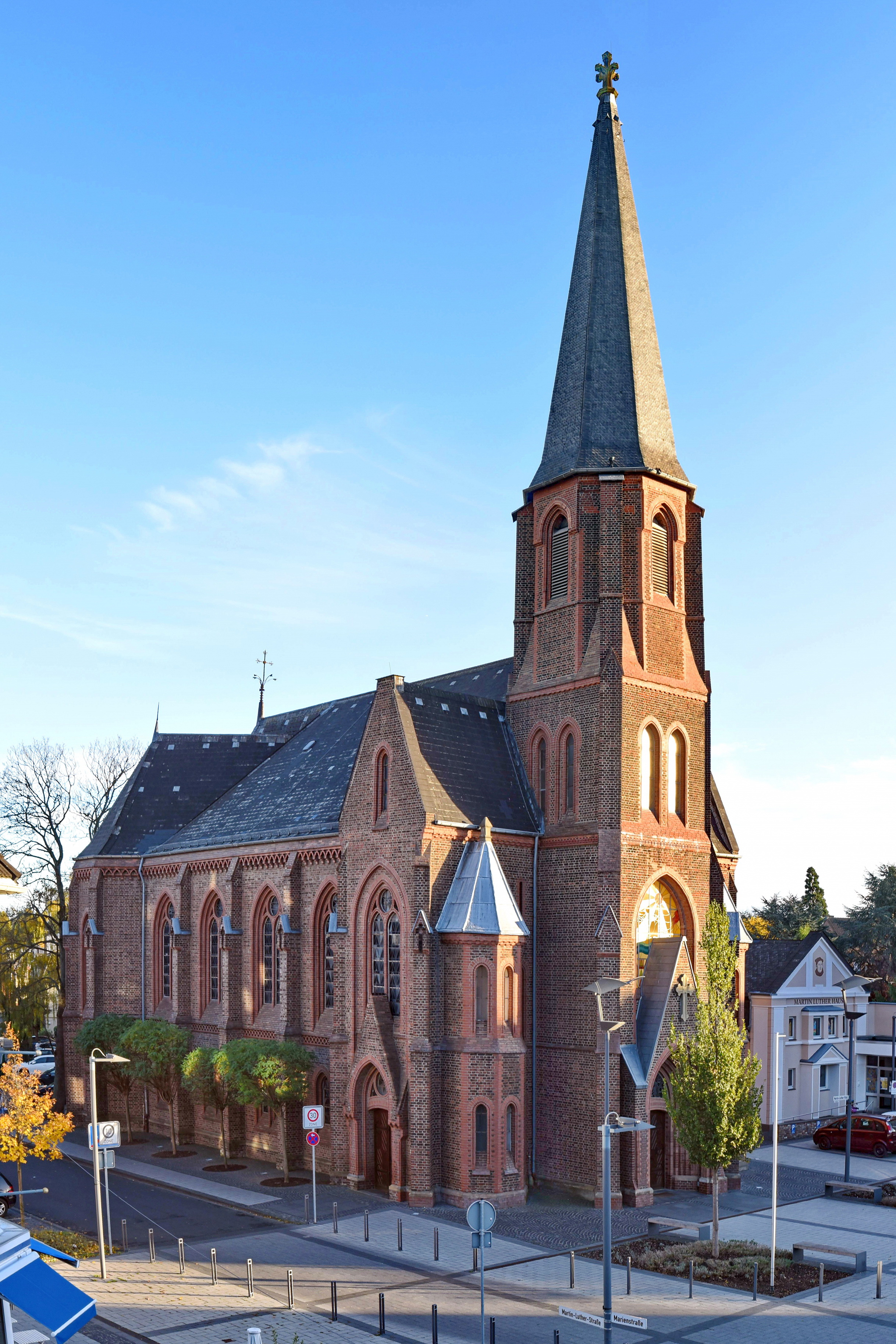
Dreieinigkeitskirche, 2018

Die Dreieinigkeitskirche (ⓘ) ist die evangelische Hauptkirche für die Stadt Eschweiler in Nordrhein-Westfalen.
Die Kirche liegt am Martin-Luther-Platz, am Ende der Marienstraße, an der Ecke zur Moltkestraße. Sie bildet mit dem benachbarten Gemeindezentrum Martin-Luther Haus den Mittelpunkt des evangelischen Lebens in Eschweiler. Bis 1957 hieß die Kirche Lutherkirche, dann wurde sie umbenannt. Seit 1973 steht die historistische Dreieinigkeitskirche unter Denkmalschutz. Neben der Kirche wurde ein Gedenkstein für die ehemals benachbarte Synagoge an der Moltkestraße aufgestellt, die bei den Novemberpogromen 1938 niedergebrannt wurde.

## Gemeindeleben
Ein besonderer Schwerpunkt der Gemeindearbeit liegt in der Kirchenmusik. Neben Gospelchor, Vocalensemble, Seniorenchor und Posaunenchor existiert seit über 40 Jahren auch ein Handglockenchor. Zum Gedenken an die Hochwasserkatastrophe 2021 fand am 14. Juli 2022 ein Hörfunkgottesdienst mit Thorsten Latzel, Präses der Evangelischen Kirche im Rheinland, statt.

## Baugeschichte
Nachdem durch Sammlungen und Spenden die notwendigen Mittel bereitstanden, konnte 1890 der Grundstein für die Kirche gelegt werden. Am 4. Februar 1892 wurde sie eingeweiht. Der Entwurf für die Kirche stammte von dem Kölner Architekten August Albes, einem Schüler Conrad Wilhelm Hases, und zeigt neugotische Formen; der Innenraum wurde nach dem Eisenacher Regulativ konzipiert.

## Baubeschreibung

Innenraum (2022)

Die Dreieinigkeitskirche ist eine Hallenkirche mit Abseiten, d. h. nicht voll entwickelten Seitenschiffen. Westlicher Abschluss ist ein Querbau, in dessen Mitte der Kirchturm aufragt. Im Osten endet der Bau mit einem dreiteiligen Chor nebst Chorumgang an der Mittelapsis. Den Dreiecksgiebel über dem Haupteingang durchbricht ein großes, spitzbogiges Fenster. Im nächsten Geschoss findet sich ein hohes schlankes Fensterpaar. Die darauf folgende Zone mit den Schallfenstern des Glockengeschosses geht vom quadratischen zum achteckigen Grundriss über. Die sich nach oben verjüngenden Strebepfeiler sind diagonal auf die Ecken gesetzt, begleiten auch das Achteck des obersten Geschosses und enden in Fialen. Diese Fialen, die Krone im oberen Bereich des Turmhelms, und die vier dreieckigen Ziergiebel über den Schallfenstern fielen bei der Renovierung 1968 dem Zeitgeschmack zum Opfer. Auch das Kircheninnere wurde im Zuge dieser Renovierung beträchtlich verändert und weiß gestrichen, Bänke und der ornamentale Fußbodenbelag wurden entfernt. Bei einer weiteren Renovierung 1990 wurde die ursprüngliche Backsteinsichtigkeit der Säulen, Kapitelle, Kreuzrippen und Bögen wiederhergestellt. Gleiches gilt für die dezente ornamentale Bemalung.
Ab dem Jahr 2020 begannen umfangreiche Sanierungsmaßnahmen, die in Teilschritten bis zum Jahr 2025 durchgeführt werden. Zunächst wurden Setzungsrisse im Turm und Seitenschiffbereich saniert. Im Anschluss daran wurde 2023/24 der Kirchturm saniert. Dazu gehörte auch die Rekonstruktion des alten, äußeren Erscheinungsbildes des Turms, so wie er bis 1969 bestanden hat. Die Zwerchgiebel und die Fialtürme wurden rekonstruiert, ebenso die Glockenläutanlage. In einem letzten Bauabschnitt werden 2025 das Dach erneuert, die Fenster restauriert und der Innenraum saniert. Die gesamte Baumaßnahme wird anteilig gefördert durch die Bundesrepublik Deutschland, des Landes NRW sowie der KIBA Stiftung.

## Ausstattung

### Fenster
Ursprünglich hatte die Kirche neugotische Bleiglasfenster. Nach den Kriegsschäden wurde die Kirche mit Kathedralglas notverglast. 1948 lieferte die Glasmalerei Oidtmann (Linnich) das mittlere Chorfenster. Pfingsten 1956 wurden die beiden flankierenden Chorfenster von der Glasmalerei Derix (Kaiserswerth) eingesetzt. Alle drei Ornamentalfenster wurden von der Künstlerin Maria Katzgrau entworfen und enthalten Szenen aus dem Alten und Neuen Testament. 1961 wurden die restlichen Fenster eingebaut.

### Glocken
Die Inschriften der ersten drei Glocken lauten „Seid fröhlich in der Hoffnung“, „Seid geduldig in Trübsal“ und „Haltet an am Gebet“ (nach (Röm 12,12 )). Sie wurden im Laufe des Ersten Weltkriegs konfisziert und für Rüstungszwecke eingeschmolzen.
Am 6. Juli 1925 wurden bei der Glockengießerei Pfeifer (Kaiserslautern) für 11.094 Reichsmark vier neue Bronzeglocken in Auftrag gegeben und am 1. November 1925 eingeweiht. Die größten drei Glocken tragen die gleichen Namen wie ihre Vorgänger.
- 1. Glocke „Seid fröhlich in der Hoffnung“, Ton e’, 1096 kg
- 2. Glocke „Geduldig im Trübsal“, Ton fis’, 734 kg
- 3. Glocke „Haltet an am Gebet“ Ton gis’, 513 kg
- 4. Glocke „Drei Schwestern rief herab die ehr’ne Zeit, dem Vaterland zu Schirm und Wehr geweiht. Uns vier hat heil’ger Opfersinn erneut“ Ton h’, 312 kg.[3]

1942 mussten auch diese Glocken zum Einschmelzen abgegeben werden, lediglich die kleinste Glocke blieb im Turm. Im November 1945 wurde festgestellt, dass die drei abgegebenen Glocken in einem Holzlager in Stolberg (Rheinland) lagerten und somit noch vorhanden waren. Auch die im Turm verbliebene kleinste Glocke hatte den Krieg, trotz Brand der Kirche, überstanden. So erklingen die Glocken seit dem Weihnachtsfest 1945 wieder.

### Orgel

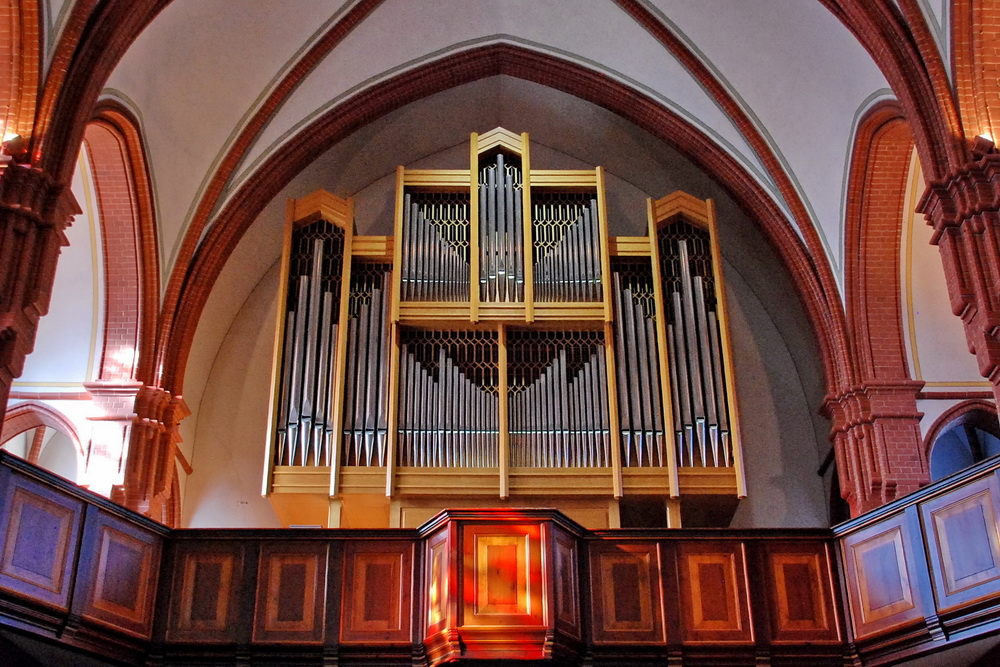
Beckerath-Orgel von 1990

Insgesamt wurden drei Orgeln für die Dreieinigkeitskirche gebaut.
Die erste Orgel wurde 1893 durch die Orgelbauwerkstatt Walcker (Ludwigsburg) mit 16 Registern auf zwei Manualen gebaut. 1944 wurde diese Orgel durch Kriegseinwirkung völlig zerstört. Das zweite Instrument, ebenfalls mit 16 Registern, wurde 1951 von der Werkstatt Peter (Köln) gebaut.
Als an diesem zweiten Instrument im Laufe der Zeit immer mehr Verschleißerscheinungen auftraten, entschied sich das Presbyterium 1987 zum Bau eines neuen Instruments durch die Werkstatt Rudolf von Beckerath Orgelbau (II/26). Diese dritte Orgel wurde am 30. Mai 1990 in Dienst gestellt. Sie ist dem „Norddeutschen Orgelbarock“ verpflichtet. Die Erweiterung (III/41) erfolgte durch die Werkstatt Rudolf von Beckerath im Frühjahr 2019. Die Erweiterung zielte in erster Linie auf eine größere Auswahl an „romantischen“ Klangfarben aus der Zeit des 19. und 20. Jahrhunderts. Dafür wurde ein schwellbares „Auxiliairewerk“ als drittes Manual hinzugefügt. Auch das Pedal wurde um einige Stimmen ergänzt, die dem Instrument mehr Gravität verleihen.
| I Hauptwerk C-g3 |        |
| Bourdon          | 16′    |
| Prinzipal        | 08′    |
| Hohlflöte        | 08′    |
| Oktave           | 04′    |
| Spitzflöte       | 04′    |
| Nasat            | 02 ⁄3′ |
| Oktave           | 02′    |
| Mixtur V         | 01 ⁄3′ |
| Trompete         | 08′    |
| Cymbelstern0     |        |

| II Schwellwerk C-g C-g3 |        |
| Violprinzipal           | 08′    |
| Gedackt                 | 08′    |
| Oktave                  | 04′    |
| Rohrflöte               | 04′    |
| Waldflöte               | 02     |
| Sesquialtera II         |        |
| Quinte                  | 01 ⁄3′ |
| Scharf IV               | 01′    |
| Dulzian                 | 16′    |
| Oboe                    | 08′    |
| Tremulant               |        |

| III Auxiliaire C-g3 |     |
| Gambe               | 16′ |
| Viola da Gamba0     | 08′ |
| Flute harmonique    | 08′ |
| Voix Célèste        | 08′ |
| Fugara              | 04′ |
| Flute traversière   | 04′ |
| Flageolett          | 02′ |
| Cornett V           | 08′ |
| Bombarde            | 16′ |
| Trompette harm.     | 08′ |
| Cromorne            | 08′ |
| Tremulant           |     |

| Pedal C-g1       |         |
| Violon           | 16′     |
| Subbass          | 16′     |
| Quintbass        | 10 2⁄3′ |
| Prinzipal        | 08′     |
| Gedacktbass      | 08′     |
| Choralbass       | 04′     |
| Rauschwerk IV    |         |
| Posaune Akustik0 | 32′     |
| Posaune          | 16′     |
| Fagott           | 16′     |
| Trompete         | 08′     |

- Koppeln:
  - mechanische Koppeln: II/I, II/P, I/P
  - elektrische Koppeln: III/I, III/II, III/P, III/I 16' + 4', III/II 16' + 4', III/P 4' (Super- und Suboktavkoppeln)
- Spielhilfen: Elektronische Setzeranlage mit 5.000 Kombinationen, MIDI-Out

### Taufgerät

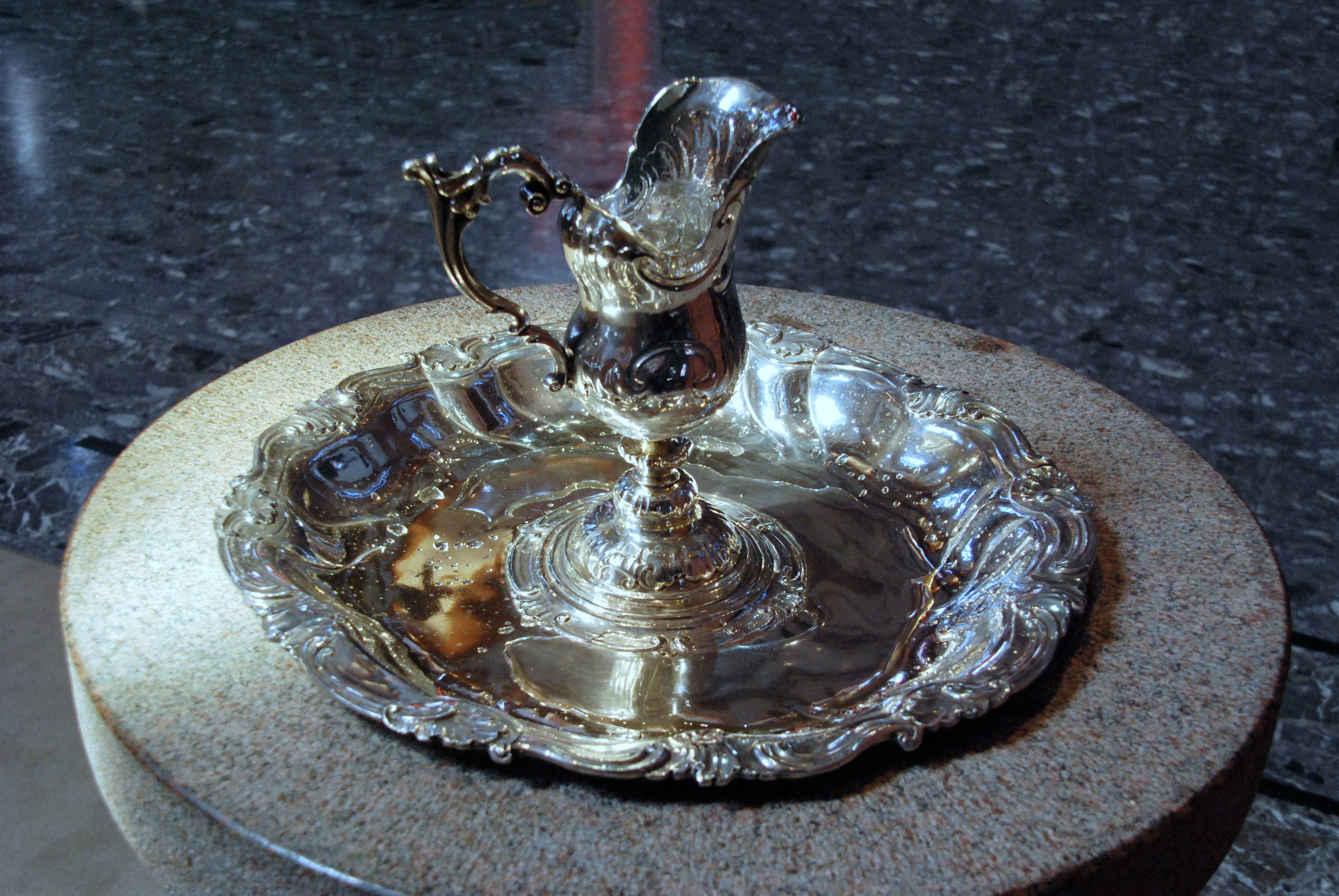
Taufgeschirr, datiert 1758

Das silberne Taufgerät besteht aus einer Schale mit einem Durchmesser von 45 cm und einer Kanne von 30 cm Höhe. Beides sind Arbeiten aus der Zeit des Rokokos in der zweiten Hälfte des 18. Jahrhunderts. Die Rückseite der Schale und die Vorderseite der Kanne tragen das eingravierte Wappen und den Namen der Stifterin: Joh. Maria von Recklinghausen WB R V R Hugonis 1758.

### Abendmahlsgerät

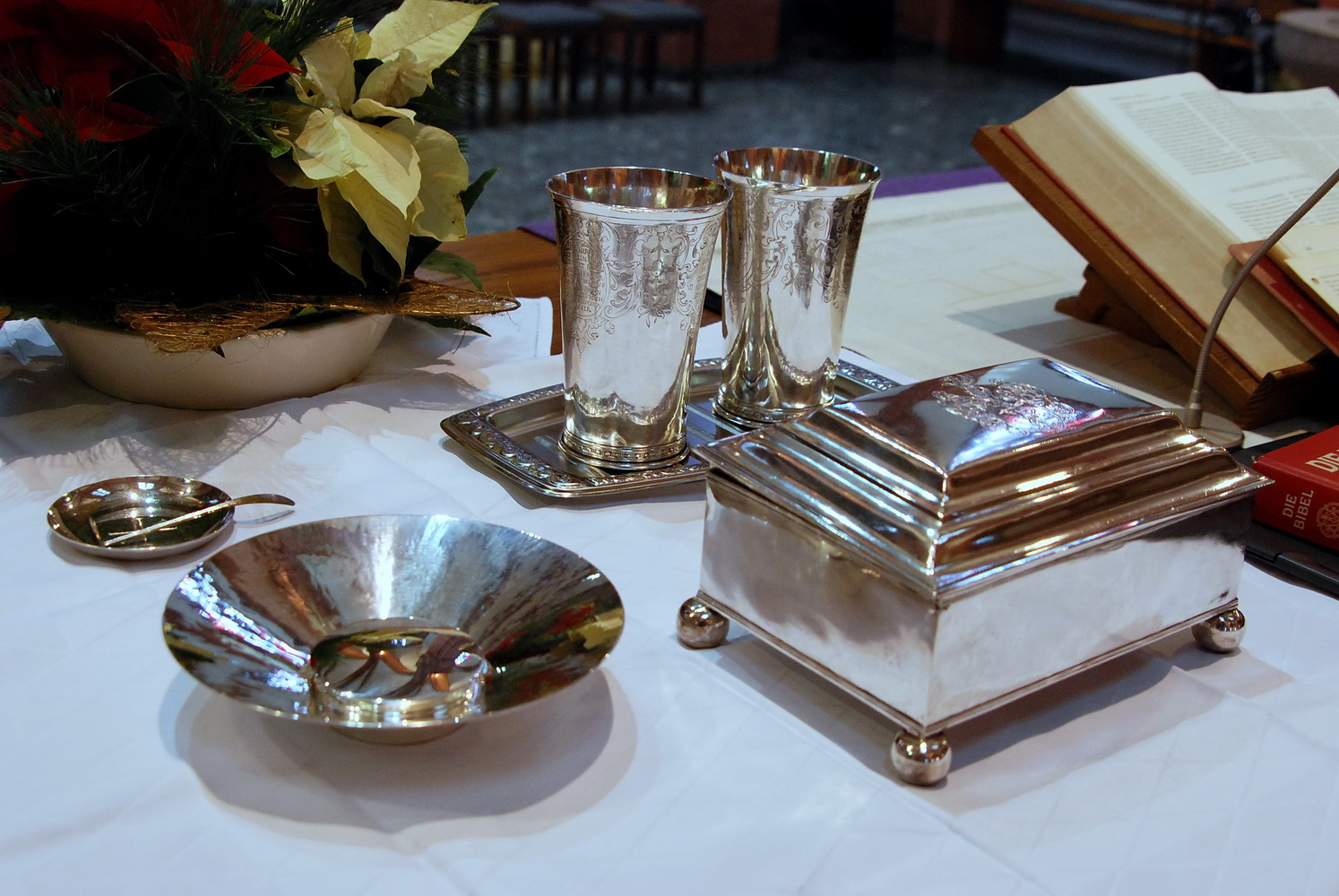
Abendmahlsgeschirr von 1710

Das Abendmahlsgerät aus getriebenen Silber besteht aus einer Kanne, einem Kelch und einem Hostienkasten. Die Abendmahlskanne ist 40 cm hoch und wurde 1847 von Friedrich Stoltenhoff der Gemeinde gestiftet. Der älteste Teil ist der Kelch, der etwa aus der Zeit um 1600 stammt. Auf drei ovalen Feldern, versehen mit reichem Schmuckwerk, befinden sich eingravierte Inschriften mit Worten aus Psalm 23: „Der Herr ist mein Hirt“ – „Der Herr bereitet mir einen Tisch“ – „Gottes Güte und Barmherzigkeit werden mir folgen“. Nach dem Zweiten Weltkrieg wurde ein zweiter Kelch angefertigt, der eine genaue Nachbildung des älteren ist. Auf dem Hostienkasten befinden sich Wappen und Initialen von Charlotte von Grevenberg, die den Kasten stiftete, sowie an der Innenseite des Deckels die Jahreszahl 1710.

### Kronleuchter

Kronleuchter

Im Zuge der Bemühungen um die Rekonstruktion der Dreieinigkeitskirche wurden in den Jahren 2015 und 2016 insgesamt drei Kronleuchter im historistischen Stil bei der Firma Buck (Bielefeld) in Auftrag gegeben. Möglich wurde die Anfertigung der Leuchter durch das Vermächtnis des Ehepaars Rusch, dessen Namen auf die Kugeln der Leuchter eingraviert wurden.

## Gemeinde
Die Evangelische Gemeinde umfasst die Stadt Eschweiler, ausgenommen der Stadtteil Weisweiler-Dürwiß. Sie gliedert sich in zwei Pfarrbezirke mit jeweils einem Pfarrer und einer Kirche. Die Anfänge der Gemeinde reichen zurück bis ins 16. Jahrhundert. Anfänglich wurden Gottesdienste, teils heimlich, auf den umliegenden Adelssitzen von Pallandt, von Broich und von Drimborn gefeiert. An der Wollenweberstraße entstand 1788 das erste evangelische Kirchengebäude in Eschweiler. Nachdem im Laufe des 19. Jahrhunderts der evangelische Bevölkerungsanteil von 5 % auf über 10 % anwuchs, wurde ein Kirchenneubau notwendig. Nach dem Zweiten Weltkrieg erhöhte sich die Zahl der Gemeindemitglieder wiederum erheblich durch Vertriebene und Flüchtlinge aus den ehemaligen Ostgebieten und der DDR auf etwa 8500. Im Jahr 1961 wurde der Bereich Weisweiler-Dürwiß ausgepfarrt und ist seitdem eine selbständige Kirchengemeinde, die zum Kirchenkreis Jülich der Evangelischen Kirche im Rheinland gehört. 1962 wurde im 2. Pfarrbezirk Pumpe-Stich die Friedenskirche errichtet. Nach Entwidmung der Friedenskirche zu Pfingsten 2015 nutzt die Gemeinde neben der Dreieinigkeitskirche die katholische Kirche St. Barbara in Pumpe-Stich als zweite Gottesdienststätte. Zur Evangelischen Kirchengemeinde Eschweiler gehören ca. 4200 Gemeindeglieder (2025).